# Brenthis ochroleuca
Brenthis ochroleuca är en fjärilsart som beskrevs av Hans Fruhstorfer 1907. Brenthis ochroleuca ingår i släktet Brenthis och familjen praktfjärilar. Inga underarter finns listade i Catalogue of Life.